# Джуно
Вижте пояснителната страница за други значения на Джуно.
Джуно (на английски от френски: Juneau) е град в САЩ, столица на щата Аляска. Намира се в югоизточната част на Аляска, на 60 км от западната граница на Канада. Има население 31 685 жители (2022 г.). Основни отрасли на икономиката са държавните учреждения, туризмът и рибното стопанство. Градът е център на рибното производство в югоизточна Аляска. Основан е през 1881 г., като първоначално е бил миньорски лагер и носи името на златотърсача Джоузеф Джуно.

## Климат
Климатът на града е преходен между морски, умереноконтинентален и субарктичен. Средната годишна температура е 5,6 °C. Зимите са влажни и дълги, но не много студени: температурите падат до −6,0 °C през януари и често могат да се покачат над нулата. Пролетта, лятото и есента са прохладни, със средна температура през юли и август 14 °C. Снегът пада главно от ноември до март и е средно 213 см. Пролетните месеци са сравнително сухи, докато септември и октомври са много влажни.

## Забележителности
- Национална гора Тонгас
- Национален паметник на остров Адмиралтейство
- Фиорд Трейси Арм
- Ледник Менденхол
- Исторически музей на Аляска
- Църква „Св. Николай“ (1894 г.) – руска православна църква. Руска църква се нарича по традиция. Сред енориашите няма руснаци, службата е на английски език. Църквата е в Националния регистър на историческите места в Аляска.

Освен това в околностите на Джуно има много живописни ледници, планини и клисури, които привличат десетки хиляди туристи всяка година.

## Транспорт
- Въздушен: основна връзка с континента; международно летище на 11 км северозападно от центъра на града;
- Воден: пристанище с много круизни кораби от май до септември, ферибот Alaska Marine Highway
- Сухопътен. Шосета има само до околностите на града. Няма пряк изход до общоконтиненталната пътна мрежа. Връзката до повечето градове от щата е само през Канада.

## Побратимени градове
- Владивосток, Русия
- Калибо, Филипини
- Мишан, Китай
- Уайтхорс, Канада, територия Юкон
- Цзяи, Тайван